# Scottish Football League 1920-1921
La Scottish Football League 1920-1921 è stata la 31ª edizione della massima serie del campionato scozzese di calcio, disputato tra il 16 agosto 1920 e il 20 aprile 1921 e concluso con la vittoria dei Rangers, al loro undicesimo titolo, il secondo consecutivo.
Capocannoniere del torneo è stato Hugh Ferguson (Motherwell) con 43 reti.

## Classifica finale
Fonte:
|  | Pos. | Squadra             | Pt | G  | V  | N  | P  | GF | GS |
|  | ---- | ------------------- | -- | -- | -- | -- | -- | -- | -- |
|  | 1.   | Rangers             | 76 | 42 | 35 | 6  | 1  | 91 | 24 |
|  | 2.   | Celtic              | 66 | 42 | 30 | 8  | 6  | 86 | 35 |
|  | 3.   | Hearts              | 50 | 42 | 20 | 10 | 12 | 74 | 49 |
|  | 4.   | Dundee              | 49 | 42 | 19 | 11 | 12 | 54 | 48 |
|  | 5.   | Motherwell          | 48 | 42 | 19 | 10 | 13 | 75 | 51 |
|  | 6.   | Partick Thistle     | 46 | 42 | 17 | 12 | 13 | 53 | 39 |
|  | 7.   | Clyde               | 45 | 42 | 21 | 3  | 18 | 63 | 62 |
|  | 8.   | Third Lanark        | 44 | 42 | 19 | 6  | 17 | 74 | 61 |
|  | 8.   | Morton              | 44 | 42 | 15 | 14 | 13 | 66 | 58 |
|  | 10.  | Airdrieonians       | 43 | 42 | 17 | 9  | 16 | 71 | 64 |
|  | 11.  | Aberdeen            | 42 | 42 | 14 | 14 | 14 | 53 | 54 |
|  | 11.  | Kilmarnock          | 42 | 42 | 17 | 8  | 17 | 62 | 68 |
|  | 13.  | Hibernian           | 41 | 42 | 16 | 9  | 17 | 58 | 57 |
|  | 14.  | Ayr Utd             | 40 | 42 | 14 | 12 | 16 | 62 | 69 |
|  | 14.  | Hamilton Academical | 40 | 42 | 14 | 12 | 16 | 44 | 57 |
|  | 16.  | Raith Rovers        | 37 | 42 | 16 | 5  | 21 | 54 | 58 |
|  | 17.  | Albion Rovers       | 34 | 42 | 11 | 12 | 19 | 57 | 68 |
|  | 17.  | Falkirk             | 34 | 42 | 11 | 12 | 19 | 54 | 72 |
|  | 19.  | Queen's Park        | 33 | 42 | 11 | 11 | 20 | 45 | 80 |
|  | 20.  | Clydebank           | 28 | 42 | 7  | 14 | 21 | 47 | 72 |
|  | 21.  | Dumbarton           | 24 | 42 | 10 | 4  | 28 | 41 | 89 |
|  | 22.  | St. Mirren          | 18 | 42 | 7  | 4  | 31 | 43 | 92 |

Legenda:
      Campione di Scozia.
Regolamento:
Due punti a vittoria, uno a pareggio, zero a sconfitta.
Vigeva il pari merito. In caso di arrivo a pari punti per l'assegnazione del titolo era previsto uno spareggio.